# Europese kampioenschappen judo 1958
De Europese kampioenschappen judo 1958 werden op 10 mei en 11 mei 1958 gehouden in Barcelona, Spanje. 

## Resultaten
| Onderdeel | Goud            | Zilver          | Brons                              |
| --------- | --------------- | --------------- | ---------------------------------- |
| 1e dan    | Michel Bourgoin | Marcel Nottola  | Jan van Ierland Jo Dirks           |
| 2e dan    | John Newman     | Franz Sinek     | Alan Petherbridge Enrique Aparicio |
| 3e dan    | Robert Dazzi    | Douglas Young   | Daniel Outelet Tonny Wagenaar      |
| 4e dan    | Anton Geesink   | Bernard Pariset | Robert Picard Denis Bloss          |
| – 68kg    | Jan de Waal     | Jacques Pujol   | Guy Lample Johann Goor             |
| – 80kg    | Walter Gauhs    | Marcel Nottola  | Tonny Wagenaar Hein Essink         |
| + 80kg    | Henri Courtine  | Robert Dazzi    | Enrique Aparicio Eizaguirre Gómez  |
| Open      | Anton Geesink   | Bernard Pariset | Jan van Ierland Gerhard Alpers     |

## Medailleklassement
| Plaats | Land                     | Goud | Zilver | Brons | Totaal |
| 1      | Frankrijk                | 3    | 6      | 3     | 12     |
| 2      | Nederland                | 3    | 0      | 5     | 8      |
| 3      | Verenigd Koninkrijk      | 1    | 1      | 2     | 4      |
| 4      | Oostenrijk               | 1    | 0      | 0     | 1      |
| 5      | Bondsrepubliek Duitsland | 0    | 1      | 1     | 2      |
| 6      | Spanje                   | 0    | 0      | 4     | 4      |
| 7      | België                   | 0    | 0      | 1     | 1      |
| Totaal | Totaal                   | 8    | 8      | 16    | 32     |